# Лур
Лур (швед. , дат. и англ. lur; др.-сканд. luur) — старинный музыкальный инструмент из группы аэрофонов, предшественник трубы или тромбона. Был распространён в Скандинавии (на территории нынешних Дании, Швеции, Норвегии, в северных областях Германии) в конце бронзового века (между XII и VI веками до н. э.).
Изготавливался из бронзы. Конический ствол изогнут в форме латинской буквы S. Длина лура от полутора до двух метров. Мундштук напоминает тромбоновый. Тарелкообразный плоский раструб украшался геометрическим орнаментом. На луре можно извлекать только звуки натурального звукоряда. Судя по сохранившимся наскальным рисункам и местам находок (вблизи жертвенных алтарей) лур использовался как культовый и церемониальный инструмент. Звук лура напоминает валторну или тромбон.
Из существующих инструментов (всего более 50, включая фрагменты) особенно хорошо сохранились 6 образцов, которые были найдены в конце XVIII века в болоте близ датской деревни Брудевальте. Пять из этих луров хранятся в Национальном музее Дании в Копенгагене. Шестой был подарен в 1845 году Николаю I; ныне представлен в государственной коллекции Эрмитажа в Санкт-Петербурге.
Впоследствии, в средневековье, этим словом называли прямой и длинный рог наподобие трембиты, изготовлявшийся из древесины или бересты и использовавшийся норвежскими пастухами. Лур упоминается в Старшей Эдде, на нём играл Хеймдалль.